# Geschichte des Solothurner Steuerwesens
Diese Darstellung der neueren Geschichte des Solothurner Steuerwesens beschränkt sich auf kantonale Entwicklungen seit dem liberalen Umbruch von 1830/31.
Gestützt auf die neue Verfassung von 1831 wurden zunächst nur indirekte Steuern sowie Gebühren und Abgaben erhoben, die alle Bevölkerungsschichten, unabhängig von der Steuerkraft, fast gleich belasteten. Um 1860 kamen dann Bestrebungen in Gang, diese Steuerlast in Form von direkten Steuern etwas gerechter zu verteilen. Allerdings scheiterte ein Gesetz von 1868 an einem Rekurs beim Bundesrat. Grund: Der gesamte landwirtschaftliche Erwerb "mit einem grossen produktiven Liegenschaftswert" (was etwa 70 Prozent der Bevölkerung entsprach) war von dieser direkten Steuer befreit. Das wies der Bundesrat aufgrund einer Verletzung der Rechtsgleichheit zurück. Das Verdikt war zwar nicht rechtsverbindlich, dennoch wurde das Gesetz in der Folge von den Kantonsbehörden nicht angewendet.
Es gelang schliesslich im Jahr 1895 doch noch, diese direkte Steuer einzuführen. Besonderen Druck dafür aufgesetzt hatte die mittlerweile stärker gewordene Solothurner Arbeiterpartei, Vorläuferin der kantonalen Sozialdemokratischen Partei.
Auch diese Steuerart enthielt jedoch noch einen prozentual einheitlichen Steuersatz, womit gut Verdienende zwar vom Geldbetrag her stärker belastet wurden als schlecht Verdienende. Die heute übliche Steuerprogression existierte aber damit noch nicht. Sie wurde erst mit einer Verfassungs-Änderung von 1938 eingeführt. Mit dem Steuergesetz von 1939 erhöhte sich die Belastung mittlerer und höherer Einkommen somit in der Art, dass der Regierungsrat beträchtliche Mehreinnahmen erwartete, die damals dringend nötig waren.
Die weiteren Änderungen in der Steuerbelastung durch die direkte Steuer bis zum heutigen Zeitpunkt bezogen sich in einer ersten Phase vorab auf Erhöhungen der Progressions-Sätze, in einer zweiten Phase ab ca. den 1990er Jahren dann in erster Linie auf gewisse Steuerermässigungen. In den jüngeren Jahren dann wurden Steueränderungen nur noch mit Veränderungen des vom Kantonsrat in eigener Kompetenz beschliessbaren Steuerfusses vorgenommen, der wie 1895 nur einen prozentualen Effekt ausübt.